# 주석초등학교
주석초등학교는 대한민국 경상남도 김해시에 있는 초등학교다.

## 학교 연혁
- 2002. 09.01 주석초등학교 개교(8학급, 병설유치원 2학급 편성)
- 2003. 03.01 초등 12학급, 병설유치원 2학급 편성
- 2003. 03.01 초대 안종철 교장선생님 부임
- 2003. 12.15 제3회 홈페이지경연대회 동상 수상
- 2004. 02.18 제1회 졸업(41명)
- 2004. 03.01 경상남도 김해교육청 지정 「김해사랑」시범학교 운영
- 2004. 03.01 초등 22학급, 병설유치원 3학급 편성
- 2004. 09.01 초등 29학급 편성, 병설유치원 3학급 편성
- 2005. 02.10  전국 100대 교육과정 우수학교 공모 우수초등학교 선정
- 2005. 02.17 제2회 졸업(85명)
- 2005. 03.01 경남 교육청 지정「평생교육지역중심학교」운영
- 2005. 03.01 초등 31학급, 병설유치원 3학급 편성
- 2005. 09.01 제2대 이상준 교장선생님 부임
- 2005. 09.25 도서관(책마루) 개관
- 2005. 11.04 경상남도 김해 교육청지정 학교시설을 이용한 평생교육 운영보고회 개최
- 2005. 12.07 경상남도 교육청 주최 제5회 학교 홈페이지 경연대회 은상 입상
- 2006. 02.15 제3회 졸업장 수여식(134명)
- 2006. 03.01 35학급편성, 병설유치원 3학급 편성
- 2006. 03.03 신입생 입학식 (신입생 249명)
- 2006. 03.06 경상남도교육청 시범학교 지정(미래형 학교)
- 2006. 06.15 제2과학실 개관 및 운영
- 2006. 08.17 2006년 김해교육혁신 우수사례 발표대회 입상
- 2006. 09.21 농촌 사랑 1교1촌 자매결연 창녕 우포마을과 체결
- 2006. 09.22 학교 폭력 추방 우수학교 공모 최우수상 수상
- 2006. 11.16 경상남도교육청지정 시범학교운영(미래형학교) 합동보고회개최
- 2006. 12.14 2006년 경상남도 과학교육우수학교 선정
- 2006. 12.15 2006년 학교평가 우수학교 선정
- 2007. 02.15 경상남도 교육청지정 과학교육선도학교 지정
- 2008. 12.12 과학교육우수학교 선정
- 2009. 02.15 제6회 졸업장 수여식(200명)
- 2009. 03.03 신입생 입학식 (신입생 188명)
- 2010. 02.22 도교육청 지정 과학영재시범학교 선정
- 2010. 09.01 제3대 심영돈 교장선생님 부임
- 2011. 03. 01 초등 41학급 편성